# Corrib
Corrib (irl. An Choirib) – rzeka w zachodniej Irlandii, bardzo lubiana przez kajakarzy, uchodzi do Oceanu Atlantyckiego w mieście Galway.